# Оборона северо-восточной Украины
Оборона северо-восточной Украины, также Борьба с красным московским войском на Левобережье, Левобережный фронт УНР — оборонительная операция частей Армии УНР под командованием Петра Болбочана которые противостояли частям РККА Украинского фронта РСФР под командованием Антонова-Овсеенко.

## Силы сторон

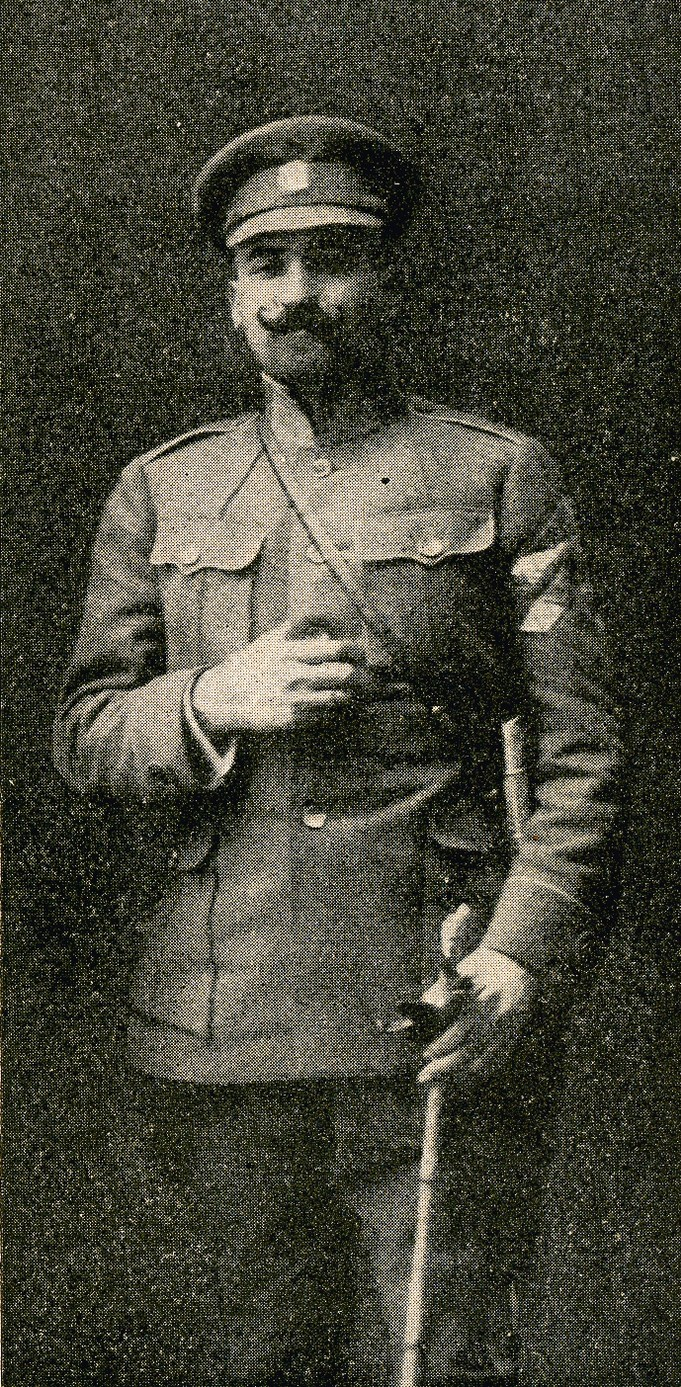
Главнокомандующий левобережных войск Армии УНР полковник Петр Болбочан.

### Армия УНР
После Антигетьманского восстания которое на Левобережье произошло 17 ноября 1918 года главнокомандующим войск Армии УНР на Левобережной Украине Черниговская, Харьковская, Полтавская, губернии и Бахмутский и Славяносребские уезды был назначен полковник Петр Болбочан.
Штаб Левобережного фронта (11.1918-02.1919)
- Запорожский корпус армии УНР — Болбочан, Пётр Фёдорович, с 22 января Волох, Емельян Иванович
- Корпус Сечевых Стрельцов — Коновалец, Евгений Михайлович
- Железнодорожный корпус
- 4-я Серая дивизия — Пузицький, Антон Алексеевич
- часть 9-я пешая дивизия — Грудина, Григорий Емельянович
- часть 10-я пешая дивизия
- часть 6-й Полтавский корпус
- Харьковский Слободской кош — Кобза, Иван Иванович
- Отдельный Черноморский кош -
- Черниговский кош Вольного казачества
- 1-й полк Синежупаников
- Группа полковника Аркаса — Аркас, Николай Николаевич
- Группа атамана Сушко — Сушко, Роман Кириллович
- Группа атамана Рогульского — Рогульський Иван Васильевич

Пограничные части:
- 4-я Северная пограничная бригада — Самойлов, Николай Алексеевич
- 9-я Курская пограничная бригада — Бородич, Константин Федорович
- 6-я Хоперская пограничная бригада — Кобылецкий, Юлиан Иосифович

### РККА
Украинская советская армия — В. А. Антонов-Овсеенко
- 1-я Украинская советская дивизия — И. С. Локатош
- 2-я Украинская советская дивизия — Н. П. Бобырев, с 10 января 1919 А. Н. Ленговский
- 9-я стрелковая дивизия — М. В. Молкочанов

## История
11 ноября Совнарком Российской Советской Республики дал директиву Реввоенсовету Республики о подготовке в десятидневный срок наступления Красной Армии против германо-австрийских войск и украинских национальных войск и группировок, об оказании помощи Украинской Красной армии.
13 ноября 1918 г. постановлением ВЦИК был аннулирован Брест-Литовский договор и дополнительные соглашения к нему.
После Антигетьманского переворота 17 ноября 1918 года полковник Болбочан провел перестоновку вооруженных частей в регионе. 1-й Запорожский им. гетмана П. Дорошенко пехотный полк был переброшен в Харьков, в это же время в Харькове находилпась 1-я Запорожская дивизия, 3-й Запорожский им. гетмана Б. Хмельницкого пехотный полк был переброшен с Старобельского уезда на линию железных дорог Валуйки — Купянск. 3-й Гайдамака пехотный полк был переброшен в Бахмутский и Луганский уезд для защиты его от наступающих добровольческих и донских частей. В связи с тем что украинские части покинули Старобельский уезд донские казаки не встречая сопротивления к концу ноября 1918 года заняли Старобельский и Славянсоербские уезды.
В Черниговской губернии располагались части Серожупаников их гарнизоны находились в городах Конотоп — Бахмач — Нежин — Сосница. Части Черниговского корпуса которые перешли на сторону Директории располагались в Чернигова — Прилук — Путивля.
18 — 20 ноября партизаны приступили к активным боевым действиям не встречая активного сопротивления со стороны пограничных бригад они заняли приграничные населенные пункты Рыльск — Ямполь. 24 — 25 ноября части 2-й Украинской советской дивизии заняли Суджу и Стародуб. В это-же время два куреня Серожупанной дивизии предприняли активную оборонительную операцию в районе Глухова, но в связи с переходам части состава куреня на сторону большевиков второй части курения пришлось отступить, после этого оборонительные бои в районе Глухова продолжались ещё несколько дней . 27 ноября перешли в наступление на линию железной дороги Валуки — Купянск повстанческие части Авилова, вступившая в первое столкновение с повстанцами 6-я Хоперская пограничная бригада отступила на юг в расположение 1-го Запорожского полка им. Богдана Хмельницкого, бои в районе Валуйки - Купянск шли с переменным успехом до 19 декабря 1918 года когда повстанцы выбили богдановцев с Купянска.
12 декабря 1918 года части 1-й Украинской повстанческой дивизии и 2-й Украинской повстанческой дивизии были направлены в глубь Украинской Народной Республики, повстанцы без боя заняли несколько населенных пунктов. 13 декабря 1-я повстанческая дивизия, достигнув договоренности с солдатским Советом немецкого гарнизона, вошла в местечко Клинцы. К двадцатым числам декабря повстанцы группы Черняка заняли Новгород-Северский, с боем занял Глухов и Шостку.
31 декабря 1918 года премьер министр УНР и по совместительству министр иностранных дел Владимир Чеховский выступил с первой нотой протеста против вторжение советских войск в пределы Харьковской и Черниговских губерний:
«Целые дивизии войска Советской России перешли с боем пределы Украины и движутся военным способом в глубину украинской территории, требую оттяжки войск Советской России обратно на свою территорию»
Нота осталась без ответа со стороны СНК РСФСР.